# Teoria da estimativa
Teoria da estimativa, teoria da estima, ou teoria da estimação, como ramo da estatística e do processamento de sinais (teoria de controle), se preocupa com a estimativa (estimação) de valores, parâmetros ou estados, baseando-se em dados com um comportamento aleatório.
Os parâmetros ou estados descrevem uma configuração "física fundamental", como uma função de densidade ou mesmo um sistema dinâmico, de tal forma que o valor dos parâmetros afeta a distribuição (função) gerada pelos dados medidos. Um estimador tenta aproximar os parâmetros desconhecidos usando as medidas, como exemplo em estatística temos média ou variância, em sistemas dinâmicos temos filtro de Kalman. Em estatística o problema surge da impossibilidade de ter acesso à população cujos parâmetros desejamos. Ao passo que em sistemas dinâmicos temos o problema de medir alguns estados, somente a entrada e saída pode ser medida e controlada. Um conceito bastante importante em estatística é o conceito de estimadores viesados (tendencioso) e não viesados: por exemplo, a média amostral é um bom estimador para a média da população, ao passo que a variância não, ver por exemplo (,).
Na teoria da estimação, assume-se os dados medidos como sendo aleatórios, na verdade composto de ruídos e uma parte determinística, com distribuição de probabilidade dependendo dos parâmetros de interesse. Como exemplo, na teoria da comunicação elétrica, as medições que possuem informação a respeito dos parâmetros de interesse são frequentemente associados com um ruído. Sem aleatoriedade ou ruído o problema seria determinístico, sem a necessidade de estimação.

## Outras bibliografias
- Theory of Point Estimation by E.L. Lehmann and G. Casella. (ISBN 0387985026)
- Systems Cost Engineering by Dale Shermon. (ISBN 978-0-566-08861-2)
- Mathematical Statistics and Data Analysis by John Rice. (ISBN 0-534-209343)
- Fundamentals of Statistical Signal Processing: Estimation Theory by Steven M. Kay (ISBN 0-13-345711-7)
- An Introduction to Signal Detection and Estimation by H. Vincent Poor (ISBN 0-387-94173-8)
- Detection, Estimation, and Modulation Theory, Part 1 by Harry L. Van Trees (ISBN 0-471-09517-6;website)
- Optimal State Estimation: Kalman, H-infinity, and Nonlinear Approaches by Dan Simon website
- Ali H. Sayed, Adaptive Filters, Wiley, NJ, 2008, ISBN 978-0-470-25388-5.
- Ali H. Sayed, Fundamentals of Adaptive Filtering, Wiley, NJ, 2003, ISBN 0-471-46126-1.
- Thomas Kailath, Ali H. Sayed, and Babak Hassibi, Linear Estimation, Prentice-Hall, NJ, 2000, ISBN 978-0-13-022464-4.
- Babak Hassibi, Ali H. Sayed, and Thomas Kailath, Indefinite Quadratic Estimation and Control: A Unified Approach to H2 and Hoo Theories, Society for Industrial & Applied Mathematics (SIAM), PA, 1999, ISBN 978-0-89871-411-1.